# Уставни закон Југославије из 1953.
Уставни закон о основама друштвеног и политичког уређења Федеративне Народне Републике Југославије и савезним органима власти био је закон са уставном снагом, који је донет 13. јануара 1953. године, као велики пакет измена и допуна Устава Југославије из 1946. године, са циљем увођења појма самоуправљања у уставну материју Југославије. Такође је у структури Скупштине ФНРЈ укинуто Веће народа и формирано Веће произвођача. Уместо дотадашњих влада и министарстава уведена су извршна већа и државни секретаријати. Истог дана, Јосип Броз Тито изабран је за првог председника Југославије. Уставни закон је остао на снази до додношења новог Устава Југославије из 1963. године.

## Одредбе
Основама политичког и друштвеног уређења проглашене су друштвена својина на средствима за производњу, самоуправљање произвођача у привреди, самоуправљање радног народа у општини, граду и срезу и самоуправљање радног народа у области просвете, културе и социјалних служби.
Југославија је проглашена социјалистичком, демократском савезном државом суверених и равноправних народа. Сва власт у земљи је припадала радном народу преко представника у разним телима, као и непосредно - изборима, опозивом представника, зборовима, саветима и другим облицима самоуправљања, које је проглашено за основ читавог уређења.
На пољу представничког тела ово се огледало у увођењу Већа произвођача, као дома представника професија, поред политичког дома. Напуштен је принцип дихотомне поделе власти, а Савезна народна скупштина проглашена је за врховног представника народног суверенитета и највиши орган власти федерације.
До тада постојећи највиши извршни органи, Президијум Народне скупштине ФНРЈ и Влада ФНРЈ замењени су са два извршна органа Савезне народне скупштине - Председником републике и Савезним извршним већем (познатим као СИВ), који су скупштини били одговорни за рад. Председник републике био је уједно и председник СИВ-а.
Такође је напуштен и демократски централизам, повећана су права република и аутономних области, а у општини, граду и срезу уведено је самоуправљање.

## Пракса
Уставни закон заправо је проглашен за повељу друштвеног самоуправљања, а тај назив носиће и наредни устави Југославије. По замисли твораца, овај устав требало је да омогући несметану изградњу самоуправљања, до доношења новог Устава Југославије од 1963. године. У пракси су последице биле огромне, а започети процес подруштвљавања имовине оставиће последице које се до данас осећају.